# Irene (voornaam)
Irene, Grieks voor "vrede"; van de vredesgodin Eirene, is een meisjesnaam.  Varianten zijn Ireen, Irina en Arina.
De mannelijke vorm is Ireneus.

## Bekende personen met de naam Irene
- Irene (heilige)

Byzantijnse Rijk
- Tzitzak (?-ca.750), Chazaars prinses en (gedoopt als Irene) eerste vrouw van keizer Constantijn V van Byzantium
- Irene van Byzantium (752-803), keizer(in) van Byzantium, 780-790 en 792-797 (als medekeizerin) en 797-802
- Irene Ducaena (ca. 1066-1123/33), vrouw van keizer Alexios I van Byzantium
- Piroska van Hongarije (1088-1134), (gedoopt als Irene) vrouw van keizer Johannes II van Byzantium
- Bertha van Sulzbach (jaren 1110-1159), (gedoopt als Irene) vrouw van keizer Manuel I van Byzantium
- Irene Paleologina (13e eeuw), keizerin van Bulgarije (vrouw van Ivan Asen III)
- Yolande van Monferrato (1274-1317), (gedoopt als Irene) vrouw van keizer Andronikos II van Byzantium

Overige personen
- Irene Cara (1959), Amerikaans zangeres en actrice
- Irene Dunne (1898-1990), Amerikaans actrice
- Irene Grandi (1969), Italiaanse zangeres
- Irene Kinnegim (1975), Nederlands triatlete
- Irene Moors (1967), Nederlands televisiepresentatrice
- Irene Vorrink (1918-1996), Nederlands politica
- Ireen Wüst, Nederlands schaatsster
- Irene Khan (1956), Bangladeshi jurist en internationale secretaris-generaal van Amnesty International
- Irene de Kok (1963), Nederlands judoka
- Irene van Griekenland (1904-1974), prinses van Griekenland en Denemarken
- Irene van Hessen-Darmstadt (1866-1953), Duitse prinses
- Irene van Lippe-Biesterfeld (1939), prinses der Nederlanden (zuster van koningin Beatrix)
- Irene van de Laar	(1968), Nederlands televisiepresentatrice en model
- Irene Bernardt (1969), Nederlandse fotografe

- Irene
- Irene '58
- Irene (De Mens)
- Irene (South Dakota)
- Irene (heilige)
- Irene (lied)
- Irene (orkaan)
- Irene (orkaan, 2011)
- Irene (planetoïde)
- Irene (volleybalclub)
- Irene (voornaam)
- Irene Aebi
- Irene Affolati
- Irene Asarf
- Irene Asarfi-Lalji
- Irene Asscher-Vonk
- Irene Awret
- Irene Battaille
- Irene Bowder-Peacock
- Irene Brigade
- Irene Butter
- Irene Camber
- Irene Cara
- Irene Cortes
- Irene Curie
- Irene Curtoni
- Irene Cécile
- Irene Dick
- Irene Doukas
- Irene Dunne
- Irene Dushmani
- Irene Eijs
- Irene Esajas
- Irene Flunser Pimentel
- Irene Fortuyn
- Irene Grandi
- Irene Guest
- Irene Hemelaar
- Irene Hendriks
- Irene Hin
- Irene Houthuijs
- Irene Huss
- Irene Huygens
- Irene Ivancan
- Irene Jacob
- Irene Jansen
- Irene Joliot-Curie
- Irene Khan
- Irene Kinnegim
- Irene Koss
- Irene Koster
- Irene Koster-van Feggelen
- Irene Kral
- Irene Kuiper
- Irene Lalji
- Irene Lardy
- Irene Linders
- Irene Maks-van Veen
- Irene Mann
- Irene María Montero Gil
- Irene Michiels van Kessenich-Hoogendam
- Irene Miracle
- Irene Montero Gil
- Irene Moors
- Irene Nemirovski
- Irene Nemirovsky
- Irene Papas
- Irene Paredes
- Irene Peacock
- Irene Peppenberg
- Irene Pepperberg
- Irene Petry
- Irene Reid
- Irene Reinertz-Maraite
- Irene Schori
- Irene Schouten
- Irene Sloof
- Irene Solà
- Irene Spicker
- Irene Steer
- Irene Theorin
- Irene Verbeek
- Irene Visser
- Irene Vlassopoulou
- Irene Vorrink
- Irene Worth
- Irene Ypenburg
- Irene Zubaida Khan
- Irene de Jong
- Irene de Kok
- Irene der Nederlanden
- Irene di Spilimbergo
- Irene kuiper
- Irene ter Haar
- Irene van Byzantium
- Irene van Feggelen
- Irene van Griekenland
- Irene van Griekenland (1904-1974)
- Irene van Griekenland (1942)
- Irene van Hessen-Darmstadt
- Irene van Lieshout
- Irene van Lippe-Biesterfeld
- Irene van Oranje-Nassau
- Irene van Staveren
- Irene van Thessaloniki
- Irene van de Laar
- Irene van de Weetering
- Irene van den Brekel
- Irene van den Broek
- Irene van der Laar
- Irene van der Reijken
- Irene wust
- Irene wüst
- Irenee-Charles Peers
- Irenee Seguret
- Ireneia
- Irenek Khan
- Irenekerk
- Irenekerk (Bussum)
- Irenekerk (Ridderkerk)
- Irenekerk (Valkenburg)
- Irenemonument
- Ireneo della Croce
- Ireneus
- Ireneus I van Jeruzalem
- Ireneus van Lyon
- Ireneusz Jelen
- Ireneusz Jeleń
- Ireneüs
- Ireneüs van Lyon

- Irina
- Irina-Camelia Begu
- Irina Akelova
- Irina Aleksandrovna Romanova
- Irina Allegrova
- Irina Amshennikova
- Irina Amsjennikova
- Irina Anatoljewna Privalova
- Irina Anatoljewna Priwalowa
- Irina Archipova
- Irina Armstrong
- Irina Artsjipova
- Irina Avvakoemova
- Irina Avvakumova
- Irina Bara
- Irina Begu
- Irina Belova
- Irina Belova (atlete)
- Irina Belova (gymnast)
- Irina Belowa
- Irina Bjelova
- Irina Boerjatsjok
- Irina Bokova
- Irina Buryachok
- Irina Chabarova
- Irina Chabarowa
- Irina Chakamada
- Irina Chazova
- Irina Chromatsjova
- Irina De Knop
- Irina Denesjkina
- Irina Dufour
- Irina Embrich
- Irina Falconi
- Irina Gaidamachuk
- Irina Gajdamatsjoek
- Irina Gerlits
- Irina Goeba
- Irina Gorshkova
- Irina Jatschenko
- Irina Jegorova
- Irina Jevtoesjenko
- Irina Kalentieva
- Irina Kalentjeva
- Irina Kalentyeva
- Irina Karavaeva
- Irina Karavajeva
- Irina Kastrioti
- Irina Kazakevitsj
- Irina Khabarova
- Irina Khromacheva
- Irina Kiritchenko
- Irina Kiritsjenko
- Irina Koelesjova-Kovrova
- Irina Koeznetsova
- Irina Kotichina
- Irina Kovrova
- Irina Krjoeko
- Irina Krush
- Irina Kulesyova-Kovrova
- Irina Kuznetsova
- Irina Levitina
- Irina Levtsjenko
- Irina Lisjtsjinska
- Irina Lisjtsjynska
- Irina Lobacheva
- Irina Lobatsjeva
- Irina Lobatsjova
- Irina Lobecheva
- Irina Margareta Nistor
- Irina Maria Bara
- Irina Markovic
- Irina Medvedeva
- Irina Melesjina
- Irina Michajlova
- Irina Michajlovna Michajlova
- Irina Mikitenko
- Irina Minch
- Irina Moesailova
- Irina Moesjailova
- Irina Musailova
- Irina Müller
- Irina Nazarova
- Irina Nikoeltsjina
- Irina Nikoultchina
- Irina Nikulchina
- Irina Odojevtseva
- Irina Orendi
- Irina Osipova
- Irina Palina
- Irina Pavlovic
- Irina Permitina
- Irina Plesjakova
- Irina Podjalovskaja
- Irina Podyalovskaya
- Irina Pozdnjakova
- Irina Pozdnyakova
- Irina Press
- Irina Privalova
- Irina Privalowa
- Irina Pusic
- Irina Pušić
- Irina Ramialison
- Irina Rodnina
- Irina Safrankova
- Irina Seljoetina
- Irina Selyutina
- Irina Sergeyeva
- Irina Sergeyewa
- Irina Shayk
- Irina Sidorkova
- Irina Simagina
- Irina Slavina
- Irina Sloetskaja
- Irina Slutskaya
- Irina Soemnikova
- Irina Sokolovskaja
- Irina Spirlea
- Irina Spîrlea
- Irina Sustelo
- Irina Taktajeva
- Irina Taktayeva
- Irina Timofejeva
- Irina Timofejewa
- Irina Timofeyeva
- Irina Toneva
- Irina Vasilevich
- Irina Vasiljevitsj
- Irina Veresjtsjoek
- Irina Veretennicoff
- Irina Vlah
- Irina Voronina
- Irina Yatchenko
- Irina Zahharenkova
- Irina Zilber
- Irina de Knop
- Irina van Goeree

- Arina Hugenholtz
- Arina Rodionova
- Arina Schingenga
- Arina Tanemura